# Caxitepec (Acatepec)
Caxitepec es una localidad del estado mexicano de Guerrero. Es parte del municipio de Acatepec.

## Toponimia
El nombre «Caxitepec» proviene de los términos en náhuatl: caxitl, vasija; tepec, cerro. Su significado es «Cerro de las vasijas».

## Demografía
| Gráfica de evolución demográfica |
|                                  |

| Censo | Población |
| ----- | --------- |
| 1950  | 186       |
| 1960  | 360       |
| 1970  | 446       |
| 1980  | 481       |
| 1990  | 446       |
| 2000  | 723       |
| 2010  | 944       |
| 2020  | 1 276     |